# NGC 4194
NGC 4194 is een onregelmatig sterrenstelsel in het sterrenbeeld Grote Beer. Het hemelobject werd op 2 april 1791 ontdekt door de Duits-Britse astronoom William Herschel.

## Synoniemen
- UGC 7241
- ZWG 269.43
- MCG 9-20-119
- 1ZW 33
- MK 201
- VV 261
- IRAS 12116+5448
- Arp 160
- PGC 39068